# 종교 혼합주의
종교적 혼합주의 또는 종교 혼합주의(Religious syncretism)는 종교적 신념 체계를 새로운 체계로 혼합하거나 다른 신념을 기존 종교 전통에 통합하는 것이다.
이는 종교적 전통이 서로 근접해 존재하는 경우, 문화가 정복되고 정복자들이 종교적 신념을 가져왔지만 오래된 신앙과 관습을 근절하지 못하는 경우 등 여러 가지 이유로 발생할 수 있다.
많은 종교에는 혼합주의적 요소가 있지만, 특히 아브라함 종교와 같은 "계시된" 종교나 배타주의적 접근 방식을 사용하는 모든 시스템에 속한 사람들은 혼합주의가 원래 종교를 부패시키는 것으로 간주하여 라벨 적용에 눈살을 찌푸리는 경우가 많다. 반면에 비배타주의적 신념 체계는 다른 전통을 자신들의 전통에 더 자유롭게 통합한다.

## 같이 보기
- 종교적 포용주의
- 민간신앙
- 종교다원주의
- 신흥 종교
- 다중 종교 소속
- 다신교

## 관련 문헌
- Anita Maria Leopold, Jeppe Sinding Jensen, Syncretism in Religion: A Reader, Routledge (2016).
- Eric Maroney, SCM Core Text: Religious Syncretism, SCM Press (2006)
- Kloft, Hans (2010). 《Mysterienkulte der Antike. Götter, Menschen, Rituale》 (독일어). Munich: C.H. Beck. ISBN 978-3-406-44606-1.